# Nate Higgs
Nathan Lee Higgs, detto Nate (Tarboro, 21 ottobre 1970), è un ex cestista statunitense, professionista in Europa e in Sudamerica.

## Palmarès
- Liga catalana: 1

Manresa: 1999